# USS America (CV-66)
USS America (CV-66) foi um porta-aviões da Marinha dos Estados Unidos, terceiro  da Classe Kitty Hawk.
Foi construído pelo estaleiro Northrop Grumman Newport News de Newport, Virgínia. O batimento de quilha aconteceu em 1961, e o barco foi entregue em 1º fevereiro de 1964 e comissionado em 23 de janeiro de 1965.
Ao ser desativado foi afundado em um operação da própria Marinha dos Estados Unidos.
|  |